# حكومة توفيق أبو الهدى الأولى
حكومة توفيق أبو الهدى الأولى هي الحكومة الثانية عشر في عهد إمارة شرق الأردن.شكل توفيق أبو الهدى الحكومة في 28 سبتمبر 1938 واستمرت في عملها حتى 6 أغسطس 1939.

## أعضاء الحكومة
| الرقم | الإسم            | المهام الوزارية              | ملاحظات |
| ----- | ---------------- | ---------------------------- | ------- |
| 1     | توفيق أبو الهدى  | رئيسا للوزراء ووزيرا للعدلية |         |
| 2     | هاشم خير         | مديرا للآثار                 |         |
| 3     | أحمد علوي السقاف | قاضيا للقضاة                 |         |
| 4     | عبد الله الحمود  | مديرا للخزينة                |         |
| 5     | خلف التل         | مفتشا للادارة                |         |
| 6     | نقولا غنما       | نائبا عاما                   |         |

## أهم الأحداث
شارك رئيس الوزراء في مؤتمر فلسطين الذي عقد في لندن في أوائل سنة 1939. وأثناء اقامته في لندن قام بمفاوضات مع الحكومة البريطانية تمخضت عن تعديل المعاهدة مع بريطانيا لمصلحة الأردن. وفي 5 أب 1939 صدر تعديل للقانون الأساسي (الاسم السابق للدستور) نص على تعديل اسم (المجلس التنفيذي) إلى اسم (مجلس الوزراء)، ونصت التعديلات على أن يعين الأمير عبد الله ممثلين قنصليين في بعض البلدان العربية المجاورة.